# Waskupenstad
Waskupenstad (ook wel Waskuupstad genoemd), is de naam van 's-Heerenberg in de Gelderse gemeente Montferland tijdens carnaval. Waskupenstad / 's-Heerenberg is een van de weinige plaatsen boven de grote rivieren van Nederland waar carnaval uitbundig wordt gevierd. 
Tijdens de carnavalsdagen trekt Waskupenstad vele tienduizenden bezoekers. De grote optocht op carnavalszondag trekt ca. 50.000 bezoekers. Dit betekent eveneens een groot logistiek probleem aangezien het kleine historische centrum hier niet op is ingericht. Aan de rand van het centrum wordt er dan ook onder andere een tijdelijke helikopterlandplaats ingericht voor calamiteiten.